# M66 (astronomia)
M 66 (conosciuto anche come NGC 3627) è una galassia a spirale visibile nella costellazione del Leone. È stata scoperta da Pierre Méchain nel 1780. M66 forma un tripletto di galassie ben visibile, il Tripletto del Leone, assieme alle sue vicine: la galassia spirale M65 e la galassia spirale NGC 3628.

## Osservazione

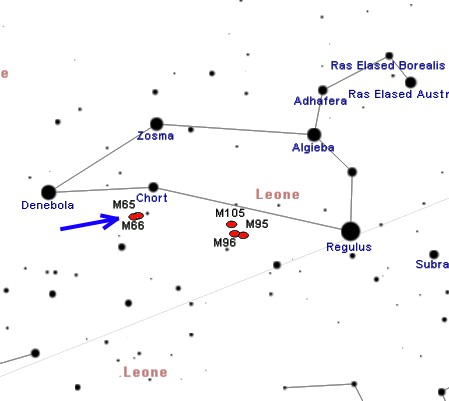
Mappa per individuare M66.

M66 è abbastanza facile da localizzare, grazie alla sua posizione esattamente a metà via fra le stelle θ Leonis e ι Leonis; sebbene sia anche al limite della portata di un binocolo 10x50, questa galassia è molto meglio osservabile con telescopi a partire dai 150mm di apertura. Con un 300mm si osservano tracce delle spirali, orientate in senso antiorario, mentre il nucleo ha la forma di una barra; sul lato nordoccidentale si nota una stella di decima magnitudine appartenente alla nostra Galassia.
M66 può essere osservato con facilità da entrambi gli emisferi terrestri, grazie al fatto che la sua declinazione non è eccessivamente settentrionale; dalle regioni boreali è maggiormente osservabile e si presenta estremamente alto nel cielo nelle notti di primavera, mentre dall'emisfero australe resta sempre mediamente più basso, ad eccezione delle aree prossime all'equatore. È comunque visibile da tutte le aree abitate della Terra. Il periodo migliore per la sua osservazione nel cielo serale è quello compreso fra febbraio e agosto.

## Storia delle osservazioni
Charles Messier si riferisce a quest'oggetto descrivendolo come una nebulosa debole e senza stelle, nelle cui vicinanze transitò la cometa del 1773, tributandone però la scoperta a Pierre Méchain; fu in seguito riosservata da William Herschel e da Roberts, che la descrisse come una spirale con un ben definito nucleo stellare, che forma il polo delle convoluzioni, sulle quali si contano 14 condensazioni di tipo stellare.

## Caratteristiche

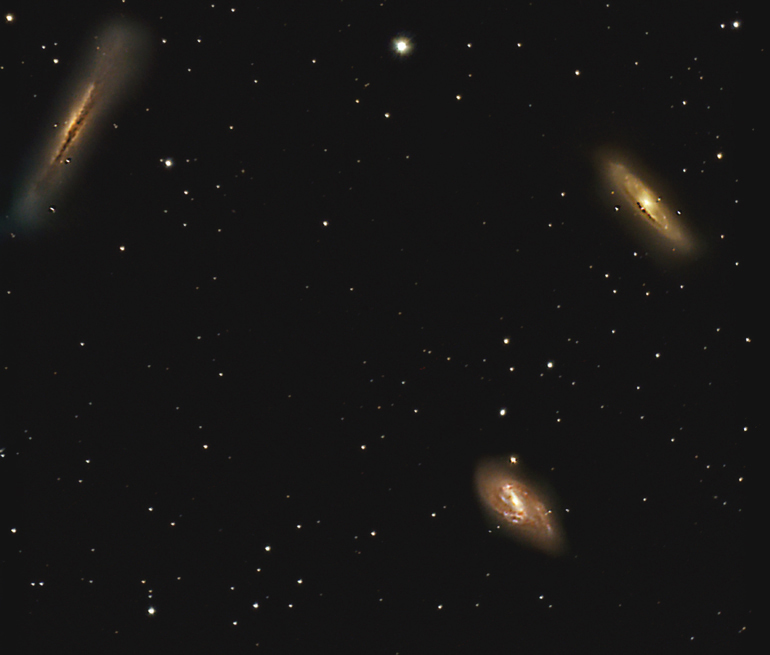
Il Tripletto del Leone.

La galassia dista 35 milioni di anni luce da noi e ha un raggio di circa 50.000 anni luce; la sua magnitudine apparente è 8,9 e corrisponde a una magnitudine assoluta di circa -21,3.
Nelle sue spire sono state osservate cinque supernovae: la SN 1973R, di tipo II, che raggiunse la magnitudine 15, la SN 1989B, che raggiunse magnitudine 12,2 e fu tipo Ia e SN 1997bs, di tipo II peculiare e appena di magnitudine 17, la SN 2009hd di magnitudine 15,8 e la SN 2016cok di tipo IIP che raggiunse la magnitudine 16.

## Il Tripletto del Leone
M66 è il membro più luminoso di un gruppo di galassie simile al nostro Gruppo Locale, che comprende M65, M66 e NGC 3628; le sue componenti sono tuttavia in maggiore interazione fra loro rispetto al nostro. Un alone di idrogeno neutro collega le tre galassie propagandosi dal lato ovest di M66, come esito di un incontro ravvicinato avvenuto circa 800 milioni di anni fa.

### Libri
- (EN) Stephen James O'Meara, Deep Sky Companions: The Messier Objects, Cambridge University Press, 1998, ISBN 0-521-55332-6.

### Carte celesti
- Toshimi Taki, Taki's 8.5 Magnitude Star Atlas, su geocities.jp, 2005. URL consultato il 7 novembre 2010 (archiviato dall'url originale il 5 novembre 2018). - Atlante celeste liberamente scaricabile in formato PDF.
- Tirion, Rappaport, Lovi, Uranometria 2000.0 - Volume I - The Northern Hemisphere to -6°, Richmond, Virginia, USA, Willmann-Bell, inc., 1987, ISBN 0-943396-14-X.
- Tirion, Sinnott, Sky Atlas 2000.0 - Second Edition, Cambridge, USA, Cambridge University Press, 1998, ISBN 0-933346-90-5.
- Tirion, The Cambridge Star Atlas 2000.0, 3ª ed., Cambridge, USA, Cambridge University Press, 2001, ISBN 0-521-80084-6.